# Port lotniczy Kasane
Port lotniczy Kasane – międzynarodowy port lotniczy położony w mieście Kasane, w Botswanie.

## Linie lotnicze i połączenia
| Linia Lotnicza | Kierunek                            |
| -------------- | ----------------------------------- |
| Air Botswana   | 1. Gaborone 2. Johannesburg 3. Maun |
| Airlink        | 1. Johannesburg                     |